# انتخابات البرلمان العراقي كانون الأول 2005
أجريت انتخابات البرلمان العراقي في 15 كانون الاول/ديسمبر 2005 وكانت أو انتخابات بعد الاستفتاء الدستوري الذي جرى في تشرين الأول/أكتوبر من العام نفسه، والاقتراع الثالث في العراق بعد سقوط حكومة صدام حسين.
الغرض من هذا الانتخاب  شكيلمجلس النواب العراقي اللأوللالمكون من 275 عضو، يقوموا بدورهم بتشكيل حكومة تتولى السلطة لمدة أربع سنوات، عوضاً عن الحكومات المؤقتة التي تولت السلطة في العراق منذ الإطاحة بالرئيس السابق صدام حسين.
في استعدادها للانتخابات طرحت قوائم وقوى متنافسة برامج انتخابية، سعت من خلالها إلى تجاوز الاستقطابات الحادة التي شكلت سمة الانتخابات السابقة، إذ لم يكن التصويت للبرنامج السياسي بقدر ما كان لدوافع الانتماء الديني أو الطائفي أو القومي بسبب الظرف الخاص الذي مر به العراق فبعد انهيار النظام السابق جرى فرز واضح للمجتمع على أسس الدين والطائفة والعرق والقبيلة، واختلط النشاط السياسي بهذه التصنيفات إلى درجة أن التمايز بينها أصبح عسيرا. وشاهدت هذه الأنتخابات على عكس الأنتخابات الأولى والثانية مشاركة بعض القوى السنية بعد أن قاطعت سابقتها مبعدة نفسها عن التأثير الفعال في القرار السياسي، مما أحدث خللا في توازن مجلس النواب العراقي المؤقت.
النظام الانتخابي في هذه الأنتخابات اختلفت عن الانتخابات السابقة التي أجريت في يناير كانون الثاني الماضي. ففي هذه الانتخابات كانت لكل محافظة من محافظات العراق الثمانية عشر عدد ثابت من المقاعد البرلمانية تناسبا مع تعداد سكانها. وحصلت كل محافظة على المقاعد المخصصة لها بغض النظر عن نسبة الإقبال على الانتخابات حيث كان من المرجح أن يعود هذا النظام بفائدة على العرب السنة، الذين لم يتمتعوا بتمثيل مناسب في البرلمان المؤقت.
وبحسب توزيع المفوضية العليا التي اشرفت على الأنتخبات فقد تمت تخصيص 59 من مقاعد البرلمان لمحافظة بغداد و19 لمحافظة نينوى و16 لمحافظة البصرة و15 لمحافظة السليمانية و13 لمحافظة اربيل و12 لمحافظة ذي قار و11 لمحافظة بابل و10 لمحافظة ديالى و9 لكل من محافظة الأنبار ومحافظة كركوك و8 لكل من محافظة صلاح الدين ومحافظة النجف ومحافظة القادسية و7 لكل من محافظة ميسان ومحافظة دهوك و6 لكل من محافظة كربلاء ومحافظة المثنى اما بالنسبة للمقاعد ال45 المتبقية فقد منحت للاقليات التي لم تستطع المنافسة مع القوائم الكبرى وللمرأة العراقية إذا اخفقت في الحصول على نسبة 25% من المقاعد التي اقرها الدستور.
سجل عدد كبير من الأحزاب والائتلافات لخوض الانتخابات حيث تنافس في الأنتخاب 6655 مرشحا و307 كيان سياسي و19 ائتلاف. إلا أن التكتلات الرئيسية كانت:
- الائتلاف العراقي الموحد (555): وضمت الأحزاب الشيعية الدينية مثل المجلس الأعلى للثورة الإسلامية في العراق، وحزب الدعوة الإسلامية وحركة مقتدى الصدر.
- التحالف الكردي (730): وضمت الحزب الديمقراطي الكردستاني والاتحاد الوطني الكردستاني.
- القائمة العراقية الوطنية (731) وكانت عبارة عن تحالف وطني علماني بقيادة رئيس الوزراء السابق إياد علاوي
- قائمة المؤتمر الوطني العراقي (618) وكانت عبارة عن تحالف وطني منافس بقيادة أحمد الجلبي.
- عدد من التجمعات السنية، تحت مسمى جبهة التوافق العراقية واحد أهم الأحزاب المشاركة فيها هو الحزب العراقي الإسلامي.

وبعد أن اظهرت النتائج الأولية تفوقا كبيرا للاحزاب الشيعية الدينية في مقابل القوى الأخرى، قامت الكثير من المظاهرات احتجاجا على نتائج الانتخابات حيث اطلقت القوائم الأخرى المنافسة اتهامات كانت مفادها ان الانتخابات قد زورت لصالح ائتلاف الأحزاب الشيعية الدينية وقد ادت هذه الأحتجاجات إلى تأخير اعلان نتائج الانتخابات حيث قام فريق من المراقبين الدوليين بزيارة العراق لمراجعة شكاوى تتعلق بالانتخابات والتي طالبت الأحزاب السنية والعلمانية باعادتها بدعوى حصول تزوير فيها واستفزاز الناخبين. إلا أن المراقبين قرروان الانتخابات اتسمت بالشفافية وأنها يمكن الوثوق بها.

## النتائج النهائية للانتخابات
في 20 يناير 2006 اعلنت المفوضية العليا للانتخابات في العراق ان قائمة الائتلاف العراقي الموحد (555) التي ضمت الأحزاب الشيعية الدينية مثل المجلس الأعلى للثورة الإسلامية في العراق، وحزب الدعوة الإسلامية وحركة مقتدى الصدر قد حازت على 128 مقعدا من العدد الأجمالي لمقاعد مجلس النواب العراقي البالغ عددها الأجمالي 275 مقعدا وحلت قائمة التحالف الكردي (730) التي ضمت الحزب الديمقراطي الكردستاني والاتحاد الوطني الكردستاني بالمرتبة الثانية بعد حصولها على 53 مقعدا بينما حصل جبهة التوافق السنية على 44 مقعدا وحلت بالمرتبة الثالثة.
| المحافظات                                | بغداد | نينوى | البصرة | السليمانية | أربيل | ذي قار | بابل | ديالى | كركوك | الأنبار | صلاح الدين | واسط | النجف | القادسية | ميسان | دهوك | المثنى | كربلاء | المجموع الوطني |
| ---------------------------------------- | ----- | ----- | ------ | ---------- | ----- | ------ | ---- | ----- | ----- | ------- | ---------- | ---- | ----- | -------- | ----- | ---- | ------ | ------ | -------------- |
| الائتلاف العراقي الموحد                  | 34    | 2     | 13     | -          | -     | 11     | 9    | 2     | -     | -       | 1          | 7    | 7     | 7        | 6     | -    | 6      | 4      | 109            |
| التحالف الكردستاني                       | 1     | 4     | -      | 13         | 12    | -      | -    | 2     | 5     | -       | -          | -    | -     | -        | -     | 6    | -      | -      | 43             |
| جبهة التوافق العراقية                    | 13    | 7     | 1      | -          | -     | -      | 1    | 4     | 1     | 7       | 3          | -    | -     | -        | -     | -    | -      | -      | 37             |
| القائمة العراقية الوطنية                 | 8     | 2     | 2      | -          | -     | 1      | 1    | 1     | -     | -       | 1          | 1    | 1     | 1        | 1     | -    | -      | 1      | 21             |
| الجبهة العراقية للحوار الوطني            | 1     | 2     | -      | -          | -     | -      | -    | 1     | 1     | 2       | 2          | -    | -     | -        | -     | -    | -      | -      | 9              |
| الاتحاد الإسلامي الكردستاني              | -     | -     | -      | 2          | 1     | -      | -    | -     | -     | -       | -          | -    | -     | -        | -     | 1    | -      | -      | 4              |
| كتلة المصالحة والتحرير                   | -     | 1     | -      | -          | -     | -      | -    | -     | 1     | -       | 1          | -    | -     | -        | -     | -    | -      | -      | 3              |
| الرساليون                                | 1     | -     | -      | -          | -     | -      | -    | -     | -     | -       | -          | -    | -     | -        | -     | -    | -      | -      | 1              |
| قائمة مثال الألوسي للأمة العراقية        | 1     | -     | -      | -          | -     | -      | -    | -     | -     | -       | -          | -    | -     | -        | -     | -    | -      | -      | 1              |
| الجبهة التركمانية العراقية               | -     | -     | -      | -          | -     | -      | -    | -     | 1     | -       | -          | -    | -     | -        | -     | -    | -      | -      | 1              |
| الحركة الأيزيدية من أجل الإصـلاح والتقدم | -     | 1     | -      | -          | -     | -      | -    | -     | -     | -       | -          | -    | -     | -        | -     | -    | -      | -      | 1              |
| قائمة الرافدين                           | -     | -     | -      | -          | -     | -      | -    | -     | -     | -       | -          | -    | -     | -        | -     | -    | -      | -      | 0              |
| عدد المقاعد الإجمالي                     | 59    | 19    | 16     | 15         | 13    | 12     | 11   | 10    | 9     | 9       | 8          | 8    | 8     | 8        | 7     | 7    | 6      | 5      | 230            |

| الأحزاب                                  | عدد المقاعد حسب المحافظات | عدد المقاعد التعويضية | عدد المقاعد الإجمالي |
| ---------------------------------------- | ------------------------- | --------------------- | -------------------- |
| الائتلاف العراقي الموحد                  | 109                       | 19                    | 128                  |
| التحالف الكردستاني                       | 43                        | 10                    | 53                   |
| جبهة التوافق العراقية                    | 37                        | 7                     | 44                   |
| القائمة العراقية الوطنية                 | 21                        | 4                     | 25                   |
| الجبهة العراقية للحوار الوطني            | 9                         | 2                     | 11                   |
| الاتحاد الإسلامي الكردستاني              | 4                         | 1                     | 5                    |
| كتلة المصالحة والتحرير                   | 3                         | -                     | 3                    |
| الرساليون                                | 1                         | 1                     | 2                    |
| قائمة مثال الألوسي للأمة العراقية        | 1                         | -                     | 1                    |
| الجبهة التركمانية العراقية               | 1                         | -                     | 1                    |
| الحركة الأيزيدية من أجل الإصـلاح والتقدم | 1                         | -                     | 1                    |
| قائمة الرافدين                           | -                         | 1                     | 1                    |
| عدد المقاعد الإجمالي                     | 230                       | 45                    | 275                  |